# Jan Baptista van Helmont
Jan Baptiste van Helmont o Jean-Baptiste van Helmont (Bruselas, 12 de enero de 1580-Vilvoorde o Bruselas, 30 de diciembre de 1644) fue un químico, físico, alquimista, médico, y fisiólogo de los Países Bajos Españoles. Trabajó durante los años posteriores a Paracelso y el auge de la iatroquímica, y en ocasiones se le considera «el fundador de la química neumática». Van Helmont es recordado hoy en gran parte por sus ideas sobre la generación espontánea, por su experimento con un sauce de 5 años y por su introducción de la palabra «gas» (del griego Χάος) en el vocabulario de la ciencia.

## Biografía
Procedente de una familia de Bruselas, fue educado en Lovaina. Incursionó en una gran cantidad de ramas científicas, una de ellas fue  la medicina, área de la cual obtuvo un doctorado en 1599. Posteriormente, viajó a Suiza, Italia, Francia e Inglaterra, volviendo posteriormente a su tierra natal. Contrajo matrimonio y se estableció en 1609 en Vilvoorde, Bruselas, y a partir de entonces concentró sus estudios exclusivamente en los campos de la química y la medicina, hasta su muerte, acaecida en 1644.
En parte, es conocido por sus experimentos sobre el crecimiento de las plantas, que reconocieron la existencia de gases discretos. Identificó los compuestos químicos que hoy llamamos dióxido de carbono y óxido de nitrógeno; fue el primer científico que diferenció entre los conceptos de gas y aire, y el que introdujo la palabra "gas" (del latín chaos, y este del griego, Χάος) en el vocabulario científico.
Fue pionero en la experimentación y en una forma primitiva de bioquímica, llamada iatroquímica. Fue también el primero en aplicar principios químicos en sus investigaciones sobre la respiración, la digestión y la nutrición para el estudio de problemas fisiológicos. Por esto se le conoce como «padre de la química neumática».
Entre sus numerosos experimentos relacionados con la química, observó que en ciertas reacciones se liberaba un fluido «aéreo», y así demostró que existía un nuevo tipo de sustancias con propiedades físicas particulares, a las que denominó gases (del griego kaos). También se dio cuenta de que la sustancia (que hoy se conoce como dióxido de carbono) que se liberaba al quemar carbón, era la misma que la producida durante la fermentación del mosto o jugo de uva.

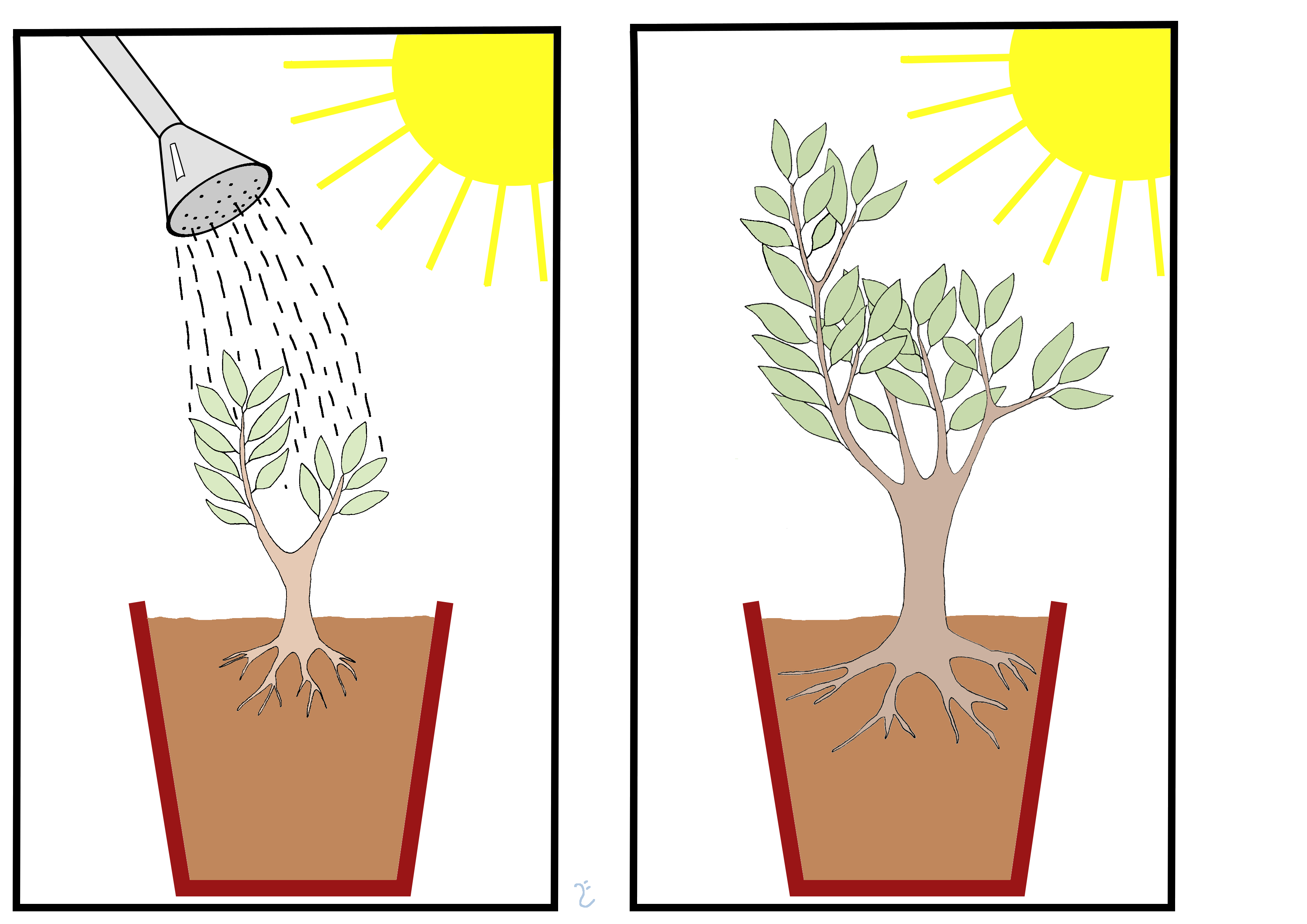
Experimento de Van Helmont. Pesó la cantidad de tierra de un macetero al plantar un árbol y cinco años después.

Van Helmont consideraba al aire y al agua como los elementos básicos del Universo, y a esta última como el principal constituyente de la materia. Creyó probada su hipótesis cuando realizó un célebre experimento, cultivó un árbol con una cantidad medida de tierra (específicamente un Sauce llorón. Los miembros de esta familia tienen preferencia por los hábitats húmedos, las llanuras inundadas y las riberas fluviales, siendo una especie de reconocido rápido crecimiento), y adicionando únicamente agua durante un período de cinco años, el árbol aumentó su masa en 75 kg, mientras que la tierra disminuyó la suya en tan sólo 500 gramos. Supuso, erróneamente, que el árbol había ganado masa solo gracias al agua que había tomado, sobre todo de las lluvias.
Sostenía también la teoría de la llamada generación espontánea, y sobre esta postura es muy conocida su receta para la creación de ratones: «Basta colocar ropa sucia en un tonel, que contenga además unos pocos granos de trigo, y al cabo de 21 días aparecerán ratones». Por supuesto, los ratones "resultantes" no se creaban, sino que simplemente, llegaban al tonel.
Aunque con inclinaciones místicas y creyente en la piedra filosofal, fue un observador cuidadoso y un experimentador exacto. Puede considerarse como un representante sincrético de la alquimia y la química.

## Retrato descubierto
En 2003, la historiadora Lisa Jardine sugirió que un retrato recientemente descubierto representaba a Robert Hooke. Sin embargo, la hipótesis de Jardine fue desmentida por William Jensen, de la Universidad de Cincinnati y por el investigador germano Andreas Pichi de la Universidad de maguncia Johannes Gutenberg. El retrato, de hecho, representa a Jan Baptista van Helmont.

## Obras
- 1621: De magnetica vulnerum curatione. Disputatio, contra opinionem d. Ioan. Roberti (...) in brevi sua anatome sub censurae specie exaratam. París
- 1642: Febrium doctrina inaudita, Antverpiae (Amberes)
- 1644: Opuscula medica.
- 1667: Ortus medicinae, id est Initia physicae inaudita [Origen de la medicina,es decir, inicios de la física inaudita].
- 1670: Œuvre physique et médecine, traducido al francés por Jean le Conte a mi vieja